# Cyryl Latos-Grażyński
Cyryl Lechosław Latos-Grażyński (ur. 7 kwietnia 1951 w Szczecinie) – polski naukowiec, profesor nauk chemicznych, wykładowca akademicki.

## Życiorys
Od czasu studiów związany z Wydziałem Chemii Uniwersytetu Wrocławskiego. Na tej uczelni ukończył studia chemiczne, a następnie uzyskiwał stopnie doktora (1978) i doktora habilitowanego (1986). 12 maja 1992 otrzymał tytuł profesora nauk chemicznych. Jako naukowiec doszedł do stanowiska profesora zwyczajnego na Wydziale Chemii UWr, został kierownikiem Zespołu Chemii Porfiryn i Metaloporfiryn. Specjalizuje się w zagadnieniach z zakresu chemii metaloporfiryn, chemii bionieorganicznej i spektroskopii jądrowego rezonansu magnetycznego układów paramagnetycznych.
W 2004 został członkiem korespondentem Polskiej Akademii Nauk, a w 2016 członkiem rzeczywistym PAN. Powoływany w skład rady naukowej Instytutu Chemii Organicznej PAN na kolejne kadencje, a także w skład organów innych instytucji naukowych PAN. Został również członkiem rad redakcyjnych periodyków naukowych, tj. „Journal of Porphyrin and Phtalocyanines”, „European Journal of Inorganic Chemistry”, „Macroheterocycles”, „ChemistryOpen”, jak również Centralnej Komisji ds. Stopni i Tytułów (od 2007).
Według danych Fundacji na rzecz Nauki Polskiej należy do najczęściej cytowanych chemików prowadzących badania naukowe w Polsce. W 1998 otrzymał nagrodę tej fundacji w kategorii nauk ścisłych (za badania nad porfirynami i metaloporfirynami). W 2000 otrzymał Złoty Krzyż Zasługi. W 2011 odznaczony Krzyżem Oficerskim Orderu Odrodzenia Polski. W 2014 odznaczony Medalem im. Jędrzeja Śniadeckiego.